# Tonzeug
Tonzeug (auch: Sintergut) ist eine eigenständige Keramikgruppe, deren Erzeugnisse während des Schrühbrandes sintern und unglasiert einen dichten Scherben bilden.

## Beschaffenheit
Durch die hohen Temperaturen beim Brennen werden die Bestandteile des Rohstoffs miteinander fest verschweißt, und durch das sogenannte Sintern bildet sich eine beinahe glasartige Grundmasse. Der Scherben wird dadurch sehr dicht und wasserundurchlässig, nach Angaben von Otto Luegers Lexikon der gesamten Technik und ihrer Hilfswissenschaften von 1910 saugt er bis höchstens 5 % Wasser.

## Gruppen
Die wichtigsten Hauptgruppen des Tonzeugs sind:
- Steinzeug, ist je nach verwendetem Ton hell bis braun gefärbt,[2] aber nicht durchscheinend wie das Porzellan. Hierbei unterscheidet man noch zwischen Gemeinem Steinzeug, das durchweg ungeschlämmt verarbeitet wird und Feinem Steinzeug dessen Masse geschlämmt verarbeitet wird.
- Porzellan (weißes Tonzeug), wird aus dem weißen Kaolin, Quarz und Feldspat hergestellt.[3] Man unterscheidet Weich- und Hartporzellan.